# Викрам-самват
Самватский календарь (Викрам-самват) — распространённый в Индии календарь, в котором продолжительность солнечного года связана с продолжительностью лунных месяцев. На нём основан современный непальский календарь.

## Распространение и происхождение
Самватским календарём преимущественно пользовались в Северной и Центральной Индии. Летоисчисление по этой системе начинается с 57 года до н. э. и связывается с именем Викрама (следов правителя с таким именем нет), или Викрамадитьи, которому посвящены многочисленные легенды, характеризующие его как национального героя и идеального правителя. О нём вспоминают как о правителе, который изгнал из Индии иноземных захватчиков. В большинстве легенд рассказывается о стремлении Викрама облагодетельствовать свой народ и о готовности его пожертвовать собой и своими личными интересами ради блага других. Он прославился своим великодушием, служением другим, мужеством и отсутствием высокомерия. Имя Викрамадитья, подобно имени Цезаря, стало символом и титулом, и многие последующие правители присоединяли его к своим именам.
В истории Индии титул «Викрамадитья» чеканили на своих монетах многие правители. Какой из них положил начало самватскому календарю — вопрос спорный. В I веке до н. э. кандидатуру на роль Викрамадитьи найти сложно. Более других под описание подходит Чандрагупта II, который воевал против иноземных захватчиков (см. Западные Кшатрапы) и изгнал их с индийской земли.
Поскольку летосчисление по самватской эре начинается с 57 года до н. э., то, следовательно, 1970 год григорианского календаря соответствует 2026—2027 годам самватского календаря.